# Господин кралица
„Господин кралица“ (на корейски: 철인왕후, Cheorinwanghu; на английски: Mr. Queen) е южнокорейски сериал.
Участват Шин Хе-сон и Ким Чонг-хьон. Базиран е на китайската уеб драма Go Princess Go. Излъчва се по телевизионния канал tvN от 12 декември 2020 г. до 14 февруари 2021 г., всяка събота и неделя от 21:00 часа.

## Сюжет
В съвременната епоха Чан Бонг-хуан (Че Джин-хьок) е готвач, който работи в Синята къща. Той има свободен дух, но един ден се озовава в тялото на кралица Чорин през периода Чосон.
Крал Чолджонг, управляващият монарх, е кротък и лек човек. Той обаче е крал само на думи, докато истинската власт се държи от съпругата на покойния крал Сунджо, кралица Сунуон (Бе Джонг-ок).
Кралица Чорин скоро открива, че кралят не е това, което изглежда, и че той има тъмна и подозрителна страна.

## Актьори
- Шин Хе-сон – Ким Со-йонг, Кралица Чорин
- Ким Чонг-хьон – И Уон-бом, Крал Чолджонг

## В България
В България сериалът е излъчен от 17 април 2024 г. по Би Ти Ви Стори.